# Soucirac
Soucirac ist eine französische Gemeinde mit 103 Einwohnern (Stand 1. Januar 2022) im Département Lot in der Region Okzitanien. Sie gehört zum Kanton Causse et Bouriane und zum Arrondissement Gourdon. 
Nachbargemeinden sind Le Vigan-en-Quercy im Nordwesten, Saint-Projet im Norden, Ginouillac im Nordosten, Séniergues im Osten, Montfaucon im Südosten, Cœur de Causse im Süden, Saint-Chamarand im Südwesten und Saint-Cirq-Souillaguet im Westen.

## Bevölkerungsentwicklung
| Jahr      | 1962 | 1968 | 1975 | 1982 | 1990 | 1999 | 2007 | 2015 |
| --------- | ---- | ---- | ---- | ---- | ---- | ---- | ---- | ---- |
| Einwohner | 127  | 106  | 99   | 115  | 103  | 116  | 102  | 100  |